# Comtat d'El Dorado
El comtat d'El Dorado (County of El Dorado en anglès) és un comtat situat a l'estat nord-americà de Califòrnia. Segons el cens del 2020, tenia 191.185 habitants. La seu del comtat és Placerville. El comtat forma part de l'Àrea Estadística Metropolitana de Sacramento - Roseville - Arden-Arcade, CA. Es troba íntegrament a Sierra Nevada, des de l'històric Gold Country als contraforts occidentals fins a la Serra Alta a l'est. La població del comtat d'El Dorado ha crescut a mesura que el Gran Sacramento s'ha expandit a la regió. A l'extrem oriental d'altitud del comtat al llac Tahoe, les iniciatives de conscienciació ambiental i protecció del medi ambient han crescut juntament amb la població des dels Jocs Olímpics d'Hivern de 1960, acollits a l'antiga estació d'esquí de Squaw Valley al veí comtat de Placer.

## Història
El que ara es coneix com El Dorado County ha estat la llar dels indígenes Maidu, Nisenan, Washo i Miwok durant segles. La regió es va fer famosa per ser el lloc del descobriment de 1848 que va provocar la febre de l'or de Califòrnia. El comtat d'El Dorado va ser un dels 27 comtats originals de Califòrnia creats a partir del 18 de febrer de 1850 (el nombre ha augmentat a 58 avui en dia).
Els segments finals de la ruta de correu Pony Express van passar pel comtat d'El Dorado fins a la seva substitució pel servei de telègraf el 1861.
El comtat només té dos municipis: Placerville i South Lake Tahoe.

## Govern i policia

### Policia
El xèrif del comtat d'El Dorado proporciona protecció judicial, administració de presons del comtat i servei de forense per a tot el comtat. També ofereix serveis de patrulla i detectius per a les àrees no incorporades. Les ciutats incorporades de Placerville, amb 11.000 habitants, i la de South Lake Tahoe, de 22.000 habitants, tenen un departament de policia municipal.

### Xèrifs
- James Hume (18 de febrer de 1850 - 7 de novembre de 1852)
- Steven Charles Austin (7 de novembre de 1852 - 7 de novembre de 1856)
- William Tanner Henson (7 de novembre de 1856 - 15 de setembre de 1859) - Va dimitir
- Walter J. Burwell (15 de setembre de 1859 - 15 d'agost de 1863) - Dimitit
- Henry Gooding (15 d'agost de 1863 - 7 de novembre de 1867)
- Jacob Hart Neff (7 de novembre de 1867 - 7 de novembre de 1871)
- Charles Benjamin Dunnam (7 de novembre de 1871 - 7 de novembre de 1875)
- Jason McCormick (7 de novembre de 1875 - 7 de novembre de 1881)
- George Burnham (7 de novembre de 1881 - 7 de novembre de 1883)
- Thomas Augustus Galt (7 de novembre de 1883 - 7 de novembre de 1887)
- George H. Hilbert (7 de novembre de 1887 - 7 de novembre de 1898)
- Archie Speer Bosquit (7 de novembre de 1898 - 7 de novembre de 1907)
- Gilbert Cook (7 de novembre de 1907 - 9 de maig de 1912) - Suïcidi
- Albert George Bradshaw (9 de maig de 1912 - 7 de novembre de 1914)
- Charles E. Hand (7 de novembre de 1914 - 7 de novembre de 1925)
- Charles F. Woods (7 de novembre de 1925 - 7 de novembre de 1931)
- George Martin Smith Sr. (7 de novembre de 1931 - 7 de novembre de 1941)
- Lowell Fred West (7 de novembre de 1941 - 7 de novembre de 1949)
- Rowland Lee Morris (7 de novembre de 1949 - 7 de novembre de 1955)
- Ernie Carlson (7 de novembre de 1955 - 7 de novembre de 1965)
- Robert Mitchum (7 de novembre de 1965 - 7 de novembre de 1971)
- Ernie Carlson (7 de novembre de 1971 - 7 de novembre de 1975)
- Al Coombs (7 de novembre de 1975 - 7 de novembre de 1977)
- Richard "Dick" Pacileo (7 de novembre de 1975 - 7 de novembre de 1991)
- Don McDonald (1991-1997)
- Hal Barker (1997-2002)
- Jeff Neves (7 de novembre de 2001 - 7 de novembre de 2010)
- John D'Agostini (7 de novembre de 2010 - 3 de gener de 2023)
- Jeff Leikauf (actual, del 3 de gener de 2023)

## Geografia
Segons l'Oficina del Cens dels EUA, el comtat té una superfície total de 1,786 milles quadrades (4,630 km2) , dels quals 1,708 milles quadrades (4,420 km2) és terra i 78 milles quadrades (200 km2) (4,4%) és aigua.
El comtat, a causa de la seva ubicació a Sierra Nevada, està format per turons ondulats i terreny muntanyós. L'angle nord-est es troba a la conca del llac Tahoe (part de la gran conca ), inclosa una part del llac mateix. A l'altra banda de la cresta de la Serra a l'oest es troba la major part del comtat, conegut com el "vessant occidental". Una part del llac Folsom es troba a la cantonada nord-oest del comtat.

### Comtats adjacents
- Comtat de Placer - nord
- Comtat de Douglas, Nevada - nord-est
- Comtat d'Alpine - sud-est
- Comtat d'Amador - sud
- Comtat de Sacramento - sud-oest

### Característiques geogràfiques
- American River
- Carson Range
- Crystal Range
- Echo Lake (California)|Echo Lake
- Fallen Leaf Lake (California)|Fallen Leaf Lake
- Folsom Lake
- Francis Lake (California)|Francis Lake
- Freel Peak[14]
- Gilmore Lake
- Green Springs Ranch
- Lake Tahoe
- Loon Lake
- Lost Lake
- Mount Price
- Mount Tallac
- Pyramid Lake
- Sierra Nevada
- Silver Peak
- Talking Mountain
- Union Valley Reservoir
- Waca Lake

## Recreació

### Parcs
- D. L. Bliss State Park
- Desolation Wilderness
- Eagle Falls trailhead
- Eldorado National Forest
- Emerald Bay State Park
- Folsom Lake State Recreation Area
- Glen Alpine Springs trailhead
- Marshall Gold Discovery State Historic Park
- Pine Hill Ecological Reserve
- Tahoe National Forest

#### Resorts
- Heavenly Ski Resort
- Sierra-At-Tahoe Ski Resort

#### Circuits
- Circuit de Placerville

### Cellers
- Califòrnia Shenandoah Valley AVA
- El Dorado AVA
- Fair Play AVA
- Sierra Foothills AVA

## Demografia
La gran majoria de la població viu en una franja estreta al llarg de la Ruta 50 dels Estats Units, la majoria viu entre El Dorado Hills i Pollock Pines. La resta resideix a la zona de South Lake Tahoe i en diverses comunitats rurals disperses.